# 마그네슘-26
마그네슘-26(영어: magnesium-26, 26Mg)은 마그네슘 동위 원소의 일종으로, 마그네슘의 안정 동위 원소 3가지 중 하나이다. 원자핵은 양성자 12개와 중성자 14개로 구성되어 있으며, 원자 질량은 25.982592929이다.  자연에서 발견되는 마그네슘의 약 11%가 마그네슘-26이다.

## 생성
마그네슘-26은 자연적으로 존재하기도 하지만 나트륨-26, 나트륨-27, 알루미늄-26의 방사성 붕괴를 통해서 생성되기도 한다. 이들 중 알루미늄-26은 β+ 붕괴를 거쳐서, 나트륨-26은 β- 붕괴를 거쳐 마그네슘-26이 된다.

## 이용
마그네슘-26은 마그네슘-25와 함께 체내에서 마그네슘의 대사 및 흡수 과정을 연구하는데 쓰이며, 심장 질환의 연구에도 쓰인다. 또, 마그네슘-26의 부모 원소 중 하나인 알루미늄-26은 약 72만 년의 반감기를 거쳐 마그네슘-26으로 β+ 붕괴하는데 이 점을 이용하여 26Mg / 24Mg 비율과 27Al / 24Mg 비율을 분석하면 원시 운석의 생성 연대를 추정할 수 있는 단서가 된다. 더 나아가 태양계 초기 역사의 방사능 연대 측정에도 사용된다.

## 같이 보기
- 마그네슘 동위 원소
- 마그네슘-24
- 마그네슘-25
- 알루미늄-26
- 베타 붕괴

| 가벼운 핵종 마그네슘-25 | 마그네슘의 동위 원소 | 무거운 핵종 마그네슘-27 |

| 어미핵종: 나트륨-26 나트륨-27 알루미늄-26 | 마그네슘-26의 붕괴 사슬 | 없음 |